# Locomotive (groupe)
Pour les articles homonymes, voir Locomotive (homonymie).
Locomotive (d'abord The Locomotive) est un groupe britannique formé dans les années 1960 à Birmingham par Chris Wood, plus tard membre de Traffic, et Mike Kellie de Spooky Tooth. Leur style musical mêle jazz, rock psychédélique et ska. Le groupe a connu un rapide succès en 1968 en Angleterre avec le single Rudi's In Love avant de se tourner vers le rock progressif avec leur seul album, We Are Everything You See, sorti en 1970.

## Carrière
Le groupe est formé en 1965, sous le nom de Kansas City Sept, par Jim Simpson (trompette), Danny King (chant), Chris Wood et Brian « Moine » Finch (saxophone), Richard Étages (orgue), Pete Allen (basse), et Mike Kellie (batterie), tous déjà membres d'autres groupes locaux de Birmingham. Le groupe s'éloigne progressivement du jazz et intègre des influences R&B et soul avant de se renommer The Locomotive et d'acquérir une solide réputation pour leurs performances live. La formation du groupe a beaucoup évolué : à la fin de 1966, après que Wood quitte la formation pour rejoindre Steve Winwood, Jim Capaldi et Dave Mason dans Traffic, Simpson était le seul membre d'origine. D'autres musiciens ont en suite rejoint Locomotive, comme Norman Haines (clavier, chant), Jo Ellis (basse), Bill Madge (saxophone), et « Mooney » Mezzone (batterie).
Haines a développé un intérêt particulier pour le ska en travaillant dans un magasin de disques à Smethwick, zone de Birmingham avec une large population immigrée. Le premier single du groupe, sur le label Direction, combine l'une de ses compositions, Broken Heart, avec une version de A Message to You, Rudy de Dandy Livingstone, plus tard reprise par The Specials. En 1968, Simpson quitte le groupe pour en être le gestionnaire et créer le label Big Bear Dossiers. Il deviendra plus tard responsable du groupe local de Black Sabbath. Parmi les autres changements de la formation, Ellis et Mezzone ont été remplacés par Mick Hincks (basse) et Bob Agneau (batterie), et Simpson remplacé par le trompettiste Mick Taylor. The Locomotive devient ensuite Locomotive avant de sortir leur second single Rudi's in Love, morceau de ska composée par Haines. Le titre atteint la 25e place sur le royaume-UNI pop graphique à la fin de 1968.
À la suite du single, Locomotive enregistre un album dans les Studios d'Abbey Road à Londres avec le producteur Gus Dudgeon. Grâce aux compétences de Haines au clavier, le groupe se tourne définitivement vers le rock progressif. La maison de disque, incertaine de la réception du disque par le public, retarde la sortie de l'album. I'm Never Gonna Let You Go, reprise du groupe Question Mark and the Mysterians, parait mais échoue dans le Charts. Haines quitte le groupe en 1969, refuse de rejoindre Black Sabbath et forme the Norman Haines Band.
En 1970, l'album We Are Everything You See reçoit de bonnes critiques mais peine à séduire les fans de l'heure R&B de Locomotive. L'album comprend la piste M. Armageddon, sorti en single et plus tard repris sur plusieurs anthologies de rock progressif de l'époque, avec deux pistes, Coming Down et Love Song For the Dead Ché, qui étaient des versions de Joseph Byrd's des chansons pour son groupe The United States of America. Locomotive a aussi enregistré un single pour le label Transatlantique, sous le nom de Steam Shovel.
Locomotive a continué d'exister avec de nouveaux membres. Ils sortent Roll Over Mary, avant de modifier le nom du groupe pour The Dog That Bit People en 1970. Un album sort en 1971, avant que le groupe se sépare. Hincks et d'Agneau ont en suite rejoint un autre groupe local, Tea and Symphony. Limb rejoint lui le Steve Gibbons Band et travaillera plus tard comme producteur de disques pour UB40.
We Are Everything You See est réédité sur CD en 1995 et à nouveau en 2010.

### Singles
- 1967 : Broken Heart / Rudy - A Message To You (Direction)
- 1968 : Rudi's In Love / Never Set Me Free (Parlophone)
- 1969 : I'm Never Gonna Let You Go / You Must Be Joking (Parlophone)
- 1969 : Mr. Armageddan / There's Got To Be A Way (Parlophone)
- 1970 : Roll Over Mary / Movin' Down The Line (Parlophone)

### Albums
- 1970 : We Are Everything You See (Parlophone)